# Züğürt Ağa
Züğürt Ağa là một bộ phim hài Thổ Nhĩ Kỳ năm 1985 của đạo diễn Nesli Çölgeçen.

## Diễn viên
- Şener Şen - Agha
- Erdal Özyağcılar - Kekec Salman
- Nilgün Nazli - Kiraz
- Füsun Demirel - vợ của Agha